# Phare de Jintotolo
Le phare de Jintotolo est un phare historique situé sur l'île Jintotolo, l'une des petites îles de l'archipel au sud-ouest de la province de Masbate, aux Philippines. 
Ce phare géré par le Maritime Safety Services Command (MSSC) , service de la Garde côtière des Philippines (Philippine Coast Guard ).

## Histoire
Ce phare, datant de la période coloniale espagnole, est localisé sur l'île Jintotolo, au sud-ouest de Masbate dans le Jintotolo Channel (en), une route maritime importante des Philippines centrales. La petite île, en bout de la pointe de la municipalité de Balud, n'est accessible seulement que par bateau.

## Description
Ce phare est une tour carrée de 15,5 m de haut avec double galerie et lanterne circulaire, mis en service en 1895. La station possède aussi une maison de gardien d'un étage. le haut du phare est blanc, ainsi que les arêtes de la tour carrée, le reste en en pierres sombres.
Ce phare émet, à une hauteur focale de 57 m, trois éclats blancs toutes les 10 secondes. Sa portée n'est pas connue.
Identifiant : ARLHS : PHI-035 ; PCG-.... - Amirauté : F2292 - NGA : 14624 .
|                                 |
| Localisation de Balud (Masbate) |

### Lien connexe
- Liste des phares aux Philippines